# Gymnohydnotrya
Gymnohydnotrya is een monotypisch geslacht van schimmels behorend tot de familie Discinaceae. Het bevat alleen is Gymnohydnotrya ellipsospora.